# Apis mellifera
La abeja europea (Apis mellifera), también conocida como abeja doméstica o abeja melífera, es una especie de himenóptero apócrito de la familia Apidae. Es la especie de abeja con mayor distribución en el mundo. Originaria de Europa, África y parte de Asia, fue introducida en América y Oceanía. La abeja fue clasificada por Carlos Linneo en 1758. A partir de entonces numerosos taxónomos describieron variedades geográficas o subespecies que, en la actualidad, superan las treinta razas. Actualmente la población de abejas en algunos países se halla en franco retroceso sin que se conozca de manera clara las causas, que bien podría ser un cúmulo de diversos factores. Son importantes en la polinización de un número de cosechas.
Cuando un apicultor se refiere a sus colmenas en forma colectiva lo hace desde un concepto intuitivo de colectividad, al hablar de los componentes de un apiario, habla lógicamente del conocimiento de la biología de las abejas, cuya naturaleza social hace que el individuo, en sí mismo, carezca de valor en favor de la colectividad de las abejas. Por todo ello se dice que la colmena es un superorganismo. Este superorganismo se comporta con sinergia que es el efecto producido por la interacción entre los componentes de un sistema que hace que el todo sea más que la suma de las partes individuales. A esta sinergia de conjunto demostrada por Farrar matemáticamente se le denomina regla de Farrar.

## Castas
Las abejas eusociales son insectos sociales con tres diferentes tipos de individuos o castas en la colonia: la reina, las obreras y los zánganos (los machos).
Cada casta tiene su función especial y desarrollan un tipo de trabajo diferenciado en la colonia. La reina y las obreras son hembras y los zánganos son machos.
La reina es la única hembra que puede ser fecundada por los zánganos; pone huevos fecundados, que dan origen a abejas obreras y huevos sin fecundar que dan origen a zánganos, por un mecanismo denominado partenogénesis.
Cada casta tiene un tiempo o ciclo de desarrollo diferente, propio para cada especie, y se cría en distintos tipos de celdas. El periodo de desarrollo en el caso de Apis mellifera es de dieciséis días para la abeja reina, veintiún días para las obreras y veintitrés días para los zánganos. Para convertirse en reina, una larva debe ser nutrida con jalea real y ser alojada en una celda especial. También las larvas de las obreras comen en sus primeras fases jalea real, pero luego se les da otra dieta. Si una obrera come jalea real puede desarrollar sus posibilidades de poner huevos, pero no de aparearse con un zángano, por lo que sus huevos serán infecundos (es decir, darán lugar solo a zánganos). Este fenómeno se puede producir en colmenas que han quedado privadas de reina.

## Ciclo de vida de las castas deApis mellifera

### Abeja reina

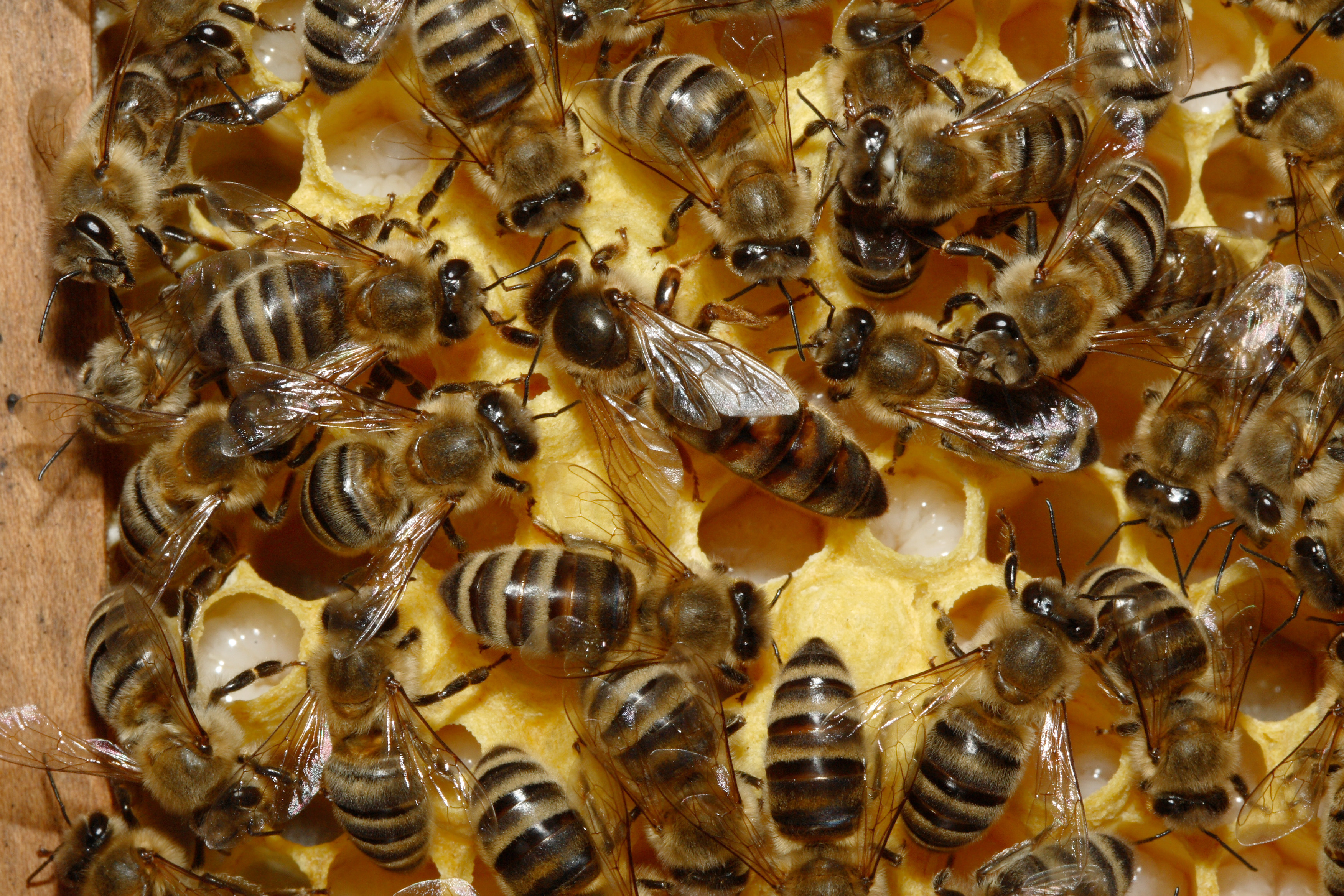
Abeja reina y obreras.

La abeja reina, dependiendo de las condiciones climáticas, suele comenzar a poner huevos en primavera. Esta actividad está condicionada por la información que recibe desde el exterior (ej., flujo de néctar, recolección de polen, duración del día, temperatura, etc.). La reina es la única hembra fértil y deposita los huevos de los cuales nacerán todas las demás abejas. La abeja reina no abandona la colmena, salvo durante los vuelos de fecundación, o cuando se produce un enjambre para dar lugar a una nueva colonia. La reina deposita sus huevos en panales de cera que las obreras construyen con celdas hexagonales. El huevo después del tercer día se transforma en una pequeña larva que es alimentada por las abejas nodrizas (abejas obreras jóvenes). Luego de aproximadamente una semana, la larva es sellada en su celda por las abejas nodrizas, produciéndose el estadio de pupa; al cierre de las celdas se le denomina operculado. En aproximadamente otra semana, emerge la abeja adulta.
Las reinas no son criadas en las típicas celdas horizontales del panal, sino que sus celdas son construidas para ser de mayor tamaño y en posición vertical. Además, no son alimentadas con polen como las larvas de las obreras, sino con jalea real. Se ha demostrado que es esta alimentación especial lo que hace que una hembra se desarrolle como reina y no como obrera. Cuando la reina termina su etapa de alimentación larval y se convierte en pupa, se desplaza a una posición cabeza abajo. Durante la etapa de pupa, las abejas obreras tapan o sellan la celda real. Justo después de emerger de sus celdas, a menudo las abejas reinas producen un sonido el cual se cree que es un reto a otras reinas a batallar.
Las abejas reinas viven un promedio de tres años. Las obreras viven períodos mucho más breves, de menos de tres meses en promedio.
Las abejas reinas liberan feromonas para regular las actividades de la colmena. Las feromonas de la reina, entre otras funciones, modifican el comportamiento de las obreras de modo que estas alimentan las nuevas larvas como obreras y no como reinas en condiciones normales. Muchas abejas obreras también producen feromonas para comunicarse con otras abejas.
Ciclo
| Tipo  | Huevo  | Larva   | Operculado | Pupa   | Período desarrollo | Fertilidad     |
| ----- | ------ | ------- | ---------- | ------ | ------------------ | -------------- |
| Reina | 3 días | 5½ días | 7½ días    | 8 días | 16 días            | aprox. 23 días |

### Obreras

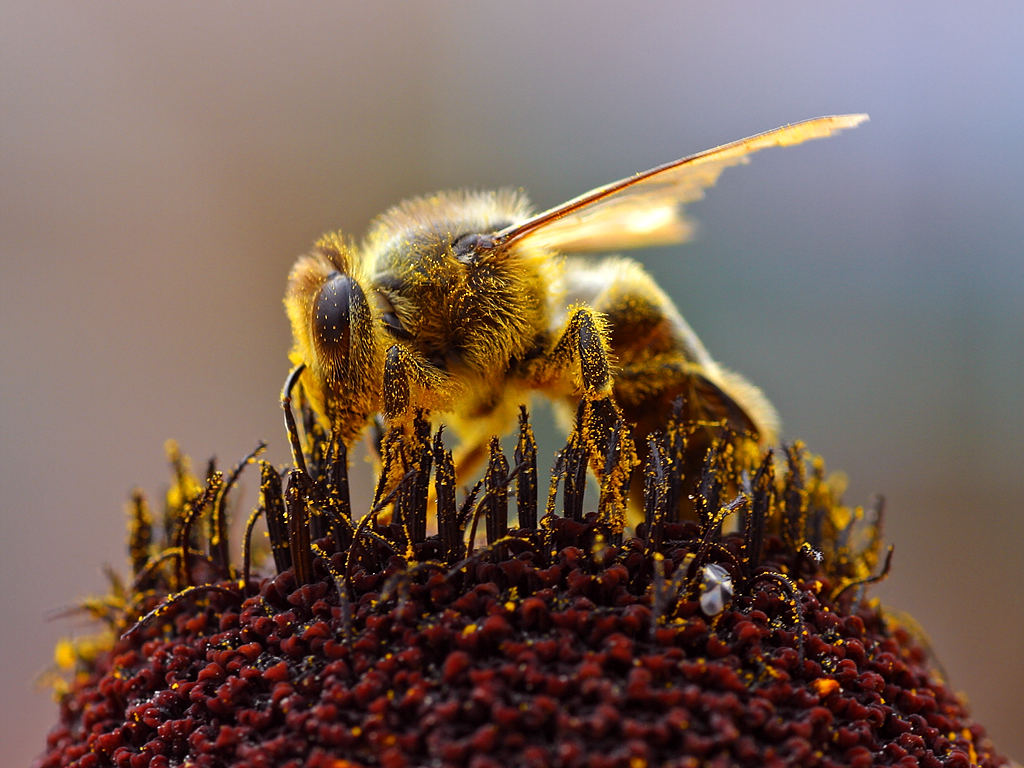
Abeja recolectando polen.

Las abejas obreras son hembras infértiles. Ellas segregan la cera utilizada para construir los panales y son también las encargadas de limpiar y mantener la colmena, criar a las larvas, vigilar el panal y recolectar el néctar y el polen.
Como en todos los miembros de Aculeata, el ovipositor ha sido modificado en un aguijón que sirve para inyectar veneno producido por glándulas abdominales. Pueden clavarlo en un enemigo para defenderse, pero las abejas mueren poco después de clavar su aguijón, que tiene forma de anzuelo que impide retirarlo. La glándula está unida a él y es arrancada al tratar de retirarlo.
Ciclo
| Tipo   | Huevo  | Larva  | Operculado | Pupa    | Período desarrollo | Fertilidad |
| ------ | ------ | ------ | ---------- | ------- | ------------------ | ---------- |
| Obrera | 3 días | 6 días | 9 días     | 12 días | 21 días            | no tiene   |

### Zánganos

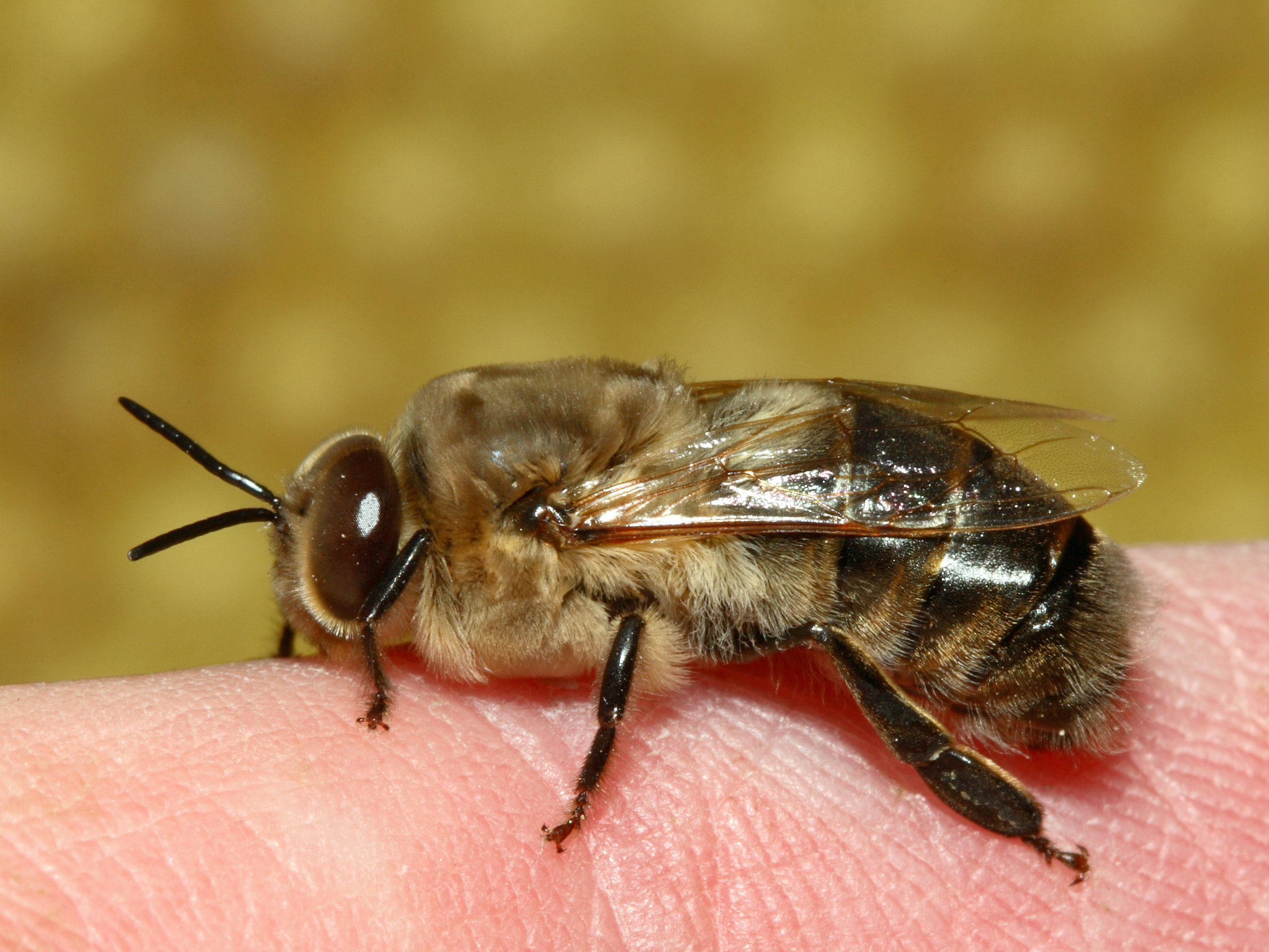
Zángano.

Los zánganos son las abejas machos de la colonia. Los huevos que luego producirán zánganos no han sido previamente fecundados, por lo tanto tienen la mitad de la dotación genética de la especie. Los zánganos no recolectan néctar ni polen. El principal propósito de los zánganos es fertilizar a la nueva reina. Estos copulan con la reina en pleno vuelo. Tras finalizar la cópula, el zángano muere. La abeja reina copula con varios zánganos (más de 15) en los diversos vuelos de fecundación.
Los zánganos no poseen aguijón, ya que el aguijón es en realidad un ovipositor modificado.
Ciclo
| Tipo    | Huevo  | Larva   | Operculado | Pupa     | Período desarrollo | Fertilidad     |
| ------- | ------ | ------- | ---------- | -------- | ------------------ | -------------- |
| Zángano | 3 días | 6½ días | 10 días    | 14½ días | 24 días            | aprox. 38 días |

## Alimentación

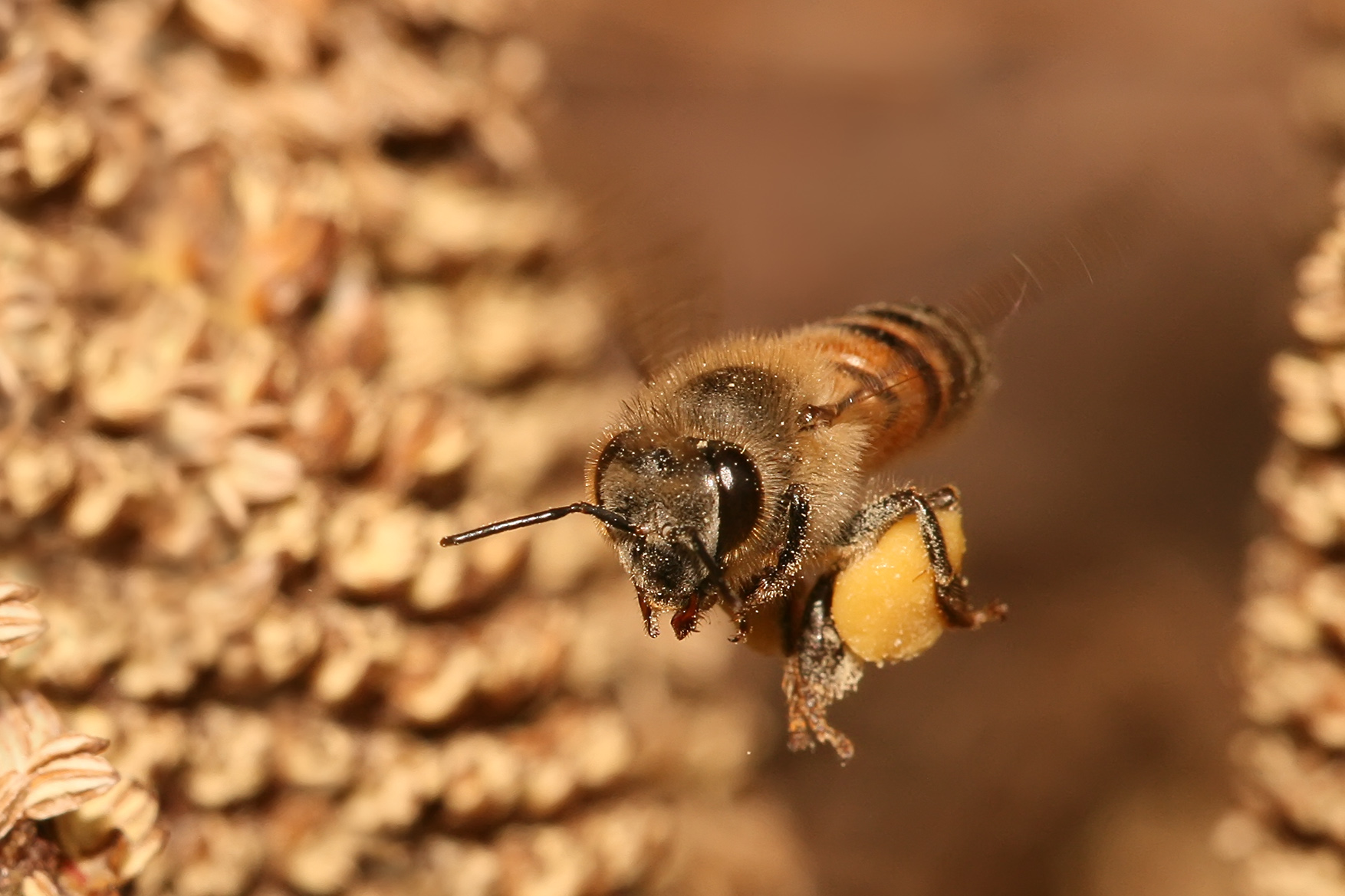
Apis mellifera.

Las abejas se alimentan de néctar y polen obtenidos de las flores. El néctar es el alimento energético y el polen proporciona las proteínas, grasas y minerales necesarios para la supervivencia.
Tanto las obreras como la abeja reina se alimentan de jalea real (segregada por las glándulas hipofaríngeas de la cabeza de abejas obreras) durante los primeros tres días de la fase larval. Luego las obreras cambian por una dieta de polen y néctar o miel diluida, mientras que aquellas larvas elegidas para ser abejas reinas continúan recibiendo jalea real. Esto causa que la larva se convierta en pupa más rápidamente, además de aumentar su tamaño y desarrollarla sexualmente. Los criadores de reinas consideran que una buena nutrición durante los estadios larvarios es de crucial importancia para la calidad de las reinas criadas, siendo otros factores importantes una buena genética y un número suficiente de apareamientos. Durante los estadios larval y pupal, varios parásitos pueden atacar la pupa o la larva y destruirla o mutarla.

## Comunicación en las abejas
Las abejas tienen un sistema de comunicación propio, que denominamos danza de la abeja. Durante muchos años los investigadores trabajaron tratando de descifrar el lenguaje de estos insectos. Las diferentes especies tienen adaptaciones propias del lenguaje, pero son semejantes. En 1973 Karl R. von Frisch recibió el Premio Nobel de Fisiología o Medicina al conseguir descifrar cómo a través del baile, con movimientos vibratorios, las abejas indicaban la distancia y orientación con respecto al sol de la fuente de alimento (el premio fue otorgado también conjuntamente a Konrad Lorenz y Nikolaas Tinbergen por investigaciones de comportamiento social).

## Linajes genéticos
Desde el punto de vista filogenético, se ha clasificado a Apis mellifera en grupos de acuerdo a linajes o tipos de ADN:
| - Linaje o tipo A (grupo africano) - Apis mellifera adamsonii - Apis mellifera capensis - Apis mellifera intermissa - Apis mellifera litorea - Apis mellifera monticola - Apis mellifera sahariensis - Apis mellifera scutellata - Apis mellifera sicula - Apis mellifera unicolor - Linaje o tipo C (grupo Carniola) - Apis mellifera carnica - Apis mellifera cecropia - Apis mellifera ligustica - Apis mellifera macedonica | - Linaje o tipo M (grupo mediterráneo) - Apis mellifera iberica - Apis mellifera mellifera - Linaje o tipo O (grupo del Medio Oriente) - Apis mellifera adamii o Apis mellifera adami - Apis mellifera anatoliaca - Apis mellifera armeniaca - Apis mellifera caucasica - Apis mellifera cypria - Apis mellifera lamarckii - Apis mellifera meda - Apis mellifera syriaca - Linaje o tipo Y (grupo del noreste africano, Etiopía) - Apis mellifera jemenitica, yemenítica o yemeniticia. |

## Subespecies más importantes

### Subespecies originarias de Europa

Subespecies europeas.

- Apis mellifera carnica, «abeja carniola» o «abeja cárnica». Clasificada por Pollmann, 1879. Su área de distribución natural es Eslovenia.
- Apis mellifera caucasica o «abeja caucásica». Clasificada por Gorbachev, 1916. Su área de distribución natural son las montañas del Cáucaso.
- Apis mellifera cecropia o «abeja griega del sur». Clasificada por Kiesenwetter, 1860. Su área de distribución natural es en el sudeste de Grecia.
- Apis mellifera cypria, «abeja de Chipre» o «abeja chipriota». Clasificada por Pollmann, 1879. Su área de distribución natural es la Isla de Chipre en el mar Mediterráneo.
- Apis mellifera iberica, «abeja ibérica» o «abeja española». Clasificada por Engel, 1999. Su área de distribución natural es la península ibérica.
- Apis mellifera ligustica o «abeja italiana». Clasificada por Spinola, 1806. Es una raza muy común distribuida en todos los continentes por acción del hombre. Su área de distribución natural es Italia.
- Apis mellifera mellifera o «abeja negra europea». Clasificada por Linnaeus, 1758. Su área de distribución es el norte de Europa: Francia, Alemania, Dinamarca, Suecia, etc. Es la subespecie con que se pobló el continente americano, en donde se la denomina «abeja criolla».
- Apis mellifera remipes. Clasificada por Gerstäcker, 1862. Su área de distribución es el Cáucaso, Transcaucasia, mar Caspio.
- Apis mellifera sicula o «abeja siciliana». Suele denominársele Apis mellifera siciliana. Clasificada por Montagano, 1911. Su área de distribución natural es la provincia de Trapani, isla de Sicilia, Italia.

### Subespecies originarias de África
Especies africanas que habitan al norte del desierto del Sahara:
- Apis mellifera intermissa o «abeja Tellian de Magreb». Clasificada por (von Buttel-Reepen), 1906; Maa, 1953. Su área de distribución natural es el norte de África: Marruecos, Libia y Túnez.
- Apis mellifera lamarckii, «abeja de Lamarck» o «abeja egipcia». Clasificada por Cockerell Lepeletier, 1906. Su área de distribución natural son el valle del Nilo, Egipto y Sudán.
- Apis mellifera major, «abeja del Rif» o «abeja de Marruecos». Clasificada por Ruttner, 1978. Su área de distribución natural son las montañas del noroeste de Marruecos. Esta subespecie puede ser una variedad de Apis mellifera intermissa, pero tiene diferencias anatómicas.
- Apis mellifera sahariensis o «abeja del Sahara». Clasificada por Baldensperger, 1932. Su área de distribución natural son los oasis del desierto de Marruecos, en el noroeste de África.

Especies africanas que habitan al sur del desierto del Sahara:
- Apis mellifera adamsonii. Suele denominársele Apis mellifera adamsoni. Clasificada por Latreille, 1804. Su área de distribución natural es Nigeria y Burkina Faso. Se cita erróneamente como la subespecie que se hibridó en Sudamérica originando la abeja africana o africanizada.
- Apis mellifera bandasii. Su área de distribución es Etiopía.
- Apis mellifera capensis o «abeja de El Cabo». Clasificada por Eschscholtz, 1822. Su área de distribución es Sudáfrica.
- Apis mellifera jemenitica. Suele denominársele Apis mellifera yemenitica. Clasificada por Ruttner, 1976. Su área de distribución natural es Yemen, Omán, Somalia, Uganda y Sudán.
- Apis mellifera litorea. Clasificada por Smith, 1961. Su área de distribución natural son las costas bajas del este de África, Kenia.
- Apis mellifera monticola. Clasificada por Smith 1961. Su área de distribución son las montañas elevadas entre 1500 y 3100 metros del este de África: monte Elgon, monte Kilimanjaro, monte Kenia, monte Meru, (Kenia).
- Apis mellifera nubica o «abeja Nubia». Clasificada por Lepeletier. Su área de distribución natural es Sudán.
- Apis mellifera scutellata. Clasificada por Lepeletier, 1836. Su área de distribución natural es el centro y oeste de África. Esta raza fue introducida en Brasil en 1956 y los híbridos producto del cruzamiento con la abeja europea son los que se denominan abejas africanizadas. Se trata de una abeja con un comportamiento defensivo muy agresivo que ha causado y causa muertes de seres humanos y animales.
- Apis mellifera unicolor. Clasificada por Latreille, 1804. Su área de distribución natural es Madagascar.
- Apis mellifera woyigambella. Su distribución es en Gambella, Etiopía.

### Subespecies originarias en la transición Europa-Asia
- Apis mellifera adamii o «abeja de Creta». Clasificada por Ruttner, 1977. Su área de distribución es Creta.
- Apis mellifera anatoliaca, «abeja turca» o «abeja de Turquía». Clasificada por Maa, 1953. Esta abeja está tipificada para colonias en la región central de Anatolia, Turquía. Es una raza con buenas características, pero es agresiva para trabajar.
- Apis mellifera armeniaca o «abeja de Armenia». Su área de distribución es el Medio Oriente.
- Apis mellifera macedonica o «abeja griega del norte». Clasificada por Ruttner, 1988. Su área de distribución es el noreste de Grecia.
- Apis mellifera meda o «abeja persa». Clasificada por Skorikov, 1829. Su área de distribución es Irak.
- Apis mellifera pomonella o «abeja de Tian Shan». Clasificada por Sheppard & Meixner, 2003. Endémica de las montañas de Tian Shan, en Asia Central. El área de distribución de esta subespecie es más al este.
- Apis mellifera ruttneri o «abeja de Ruttner». Clasificada por Sheppard et al. 1997. Su área de distribución es Malta. Apidologie 28:287-293.
- Apis mellifera syriaca o «abeja siria». Clasificada por Skorikov, 1829. Oriente Medio y Palestina.

### Subespecies menos conocidas
- Apis mellifera artemisia. Engel, 1999.
- Apis mellifera banatica,[4] Yugoslavia.
- Apis mellifera taurica.[5] Alpatov, 1935.

Ruttner separa Apis mellifera macedonica de Apis mellifera carnica en 1988, y asigna a la subespecie una distribución geográfica que abarca el norte de Grecia, Bulgaria, Rumania y, quizá, la parte colindante de la URSS. 
Los búlgaros no reconocen la hipótesis de Ruttner y la denominan:
- Apis mellifera rodopica (Petrov, 1993). Es sinónimo de Apis mellifera macedonica (Ruttner, 1988).

Los rumanos no reconocen la hipótesis de Ruttner y la denominan:
- Apis mellifera carpatica (Foti et al., 1965). Es sinónimo de Apis mellifera macedonica (Ruttner, 1988).

Los ucranianos no reconocen el nombre de:
- Apis mellifera sossimai, Engel, 1999. Nuevo nombre de Apis mellifera acervorum (Scorikov, 1929).

### Razas o subespecies mediterráneas
Para la costa mediterránea se conocen 13 razas, que se dividen en grupos:
Mediterráneo oriental:
- Apis mellifera adamii
- Apis mellifera anatoliaca
- Apis mellifera cypria
- Apis mellifera syriaca

Oriente del valle del Nilo:
- Apis mellifera lamarckii

Mediterráneo occidental
Norte de África:
- Apis mellifera intermissa
- Apis mellifera sahariensis

Oeste y norte de Europa:
- Apis mellifera iberica
- Apis mellifera mellifera

Mediterráneo central y nordeste:
- Apis mellifera carnica
- Apis mellifera cecropia
- Apis mellifera ligustica
- Apis mellifera macedonica
- Apis mellifera sicula

### Híbridos de subespecies de Apis mellifera
- Híbridos naturales
  - Abeja africanizada
- Híbridos artificiales
  - Apis mellifera v. Buckfast. Híbrido producido originalmente por Karl Kehrle. Se la conoce como «Abeja Buckfast» o «Abeja de Buckfast».
  - Apis mellifera v. Cale. G. H. Cale. Híbrido que lleva el nombre del autor. Abeja Híbrida Dadant & Sons.[6]
  - Apis mellifera v. Midnight. G. H. Cale. Abeja Híbrida Dadant & Sons. Es un híbrido de la abeja caucásica y la abeja carniola.[6]
  - Apis mellifera v. Starline. G. H. Cale. Abeja Híbrida Dadant & Sons. Es un híbrido de abeja italiana.[6]

## Simbología y mitología

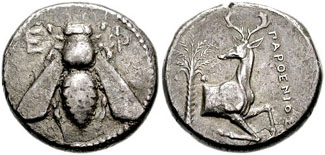
Tetradracma de Éfeso con una abeja en el anverso

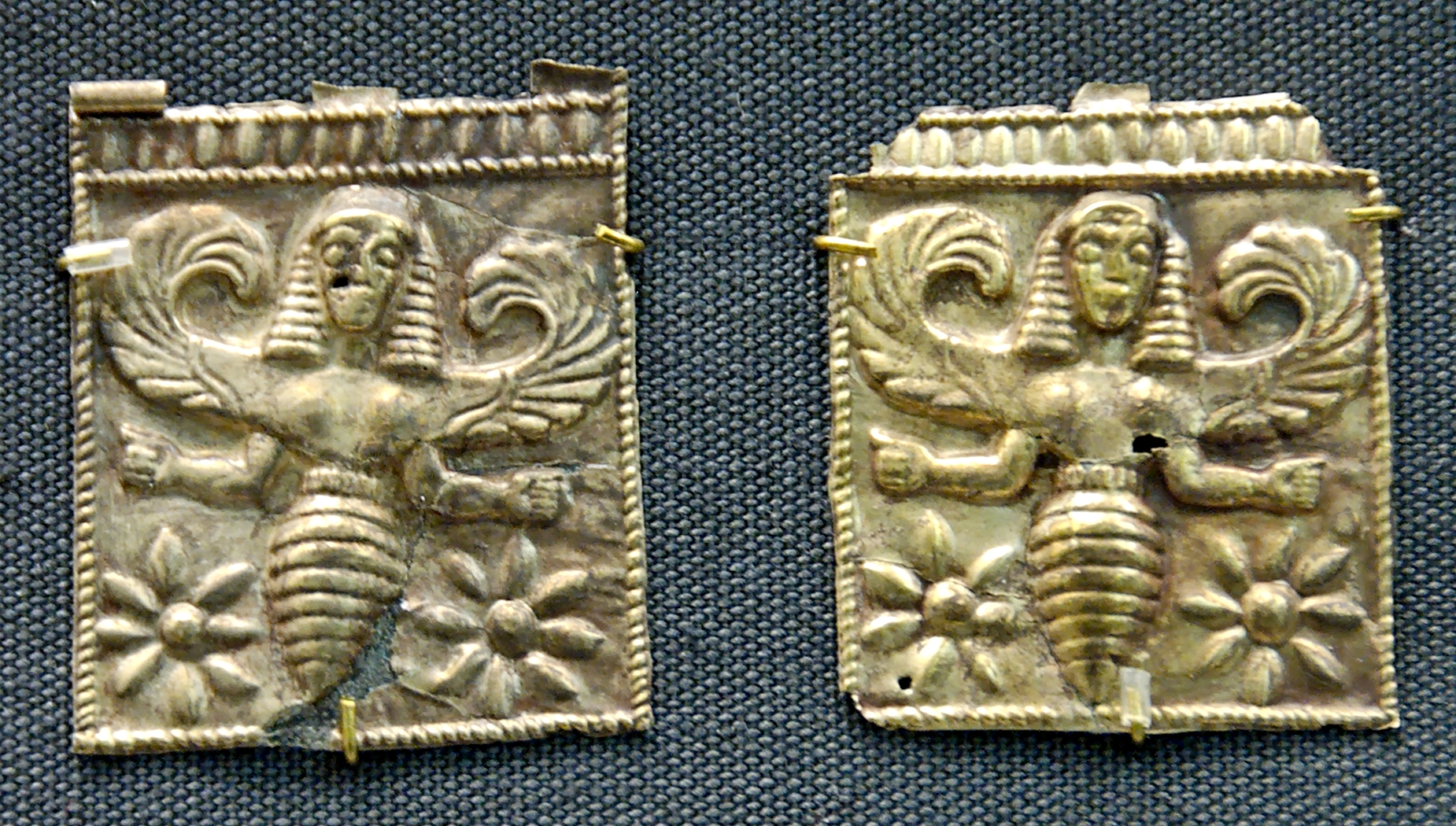
Placas de oro con diosas abejas aladas, en Camiros, Rodas. a. C. (Museo Británico)

Símbolo del trabajo y de la obediencia, de la elocuencia persuasiva y de la adulación. Píndaro abandonado en la espesura de un bosque fue alimentado con miel por las abejas silvestres. Se dice que cuando Platón se hallaba aún en la cuna, descendieron las abejas del monte Himeto para depositar la miel en su boca, lo que hizo presagiar la dulzura de su estilo. Jenofonte fue apellidado la abeja ateniense. 
Entre los antiguos la abeja era la imagen de las colonias, Éfeso la tiene esculpida en el anverso de sus monedas. Consagradas a la Luna en Grecia y a Ibis en Egipto, servían las abejas de feliz agüero en Beocia y en el Ática. Plutarco en la vida de Bruto dice que entre los romanos la aparición de las abejas al principio de una empresa anunciaba alguna fatalidad. Apiano cuenta que en la víspera de la batalla de Farsalia un enjambre de abejas apareció sobre los altares. Una tradición de los habitantes de Delfos atribuía a las abejas la construcción del templo que se levantó en aquella ciudad y añadía que lo fabricaron de cera y de plumas de diferentes aves. Apolo envió este templo a los hiperbóreos, los cuales no teniendo domicilio fijo lo hallaron muy cómodo por la razón de ser portátil. 
Las abejas son consideradas como las nodrizas de Júpiter. Habiéndose encontrado en la cueva de Dictea, donde Júpiter fue criado, varias colmenas de abejas, inmediatamente se les atribuyó el honor de ser contadas en el número de las nodrizas de aquel dios. Se añade que como entrasen cierto día cuatro hombres en la misma cueva para robar las colmenas, Júpiter indignado hizo retumbar sus truenos y lanzó rayos contra los sacrílegos que osaron violar la santidad de aquel asilo. 
Se dio también el nombre de abejas a las sacerdotisas de Ceres y a las de otras divinidades porque se exigía de todas la actividad, la vigilancia y la pureza de las abejas.
La abeja está asociada a la diosa del amor Afrodita (Venus, en la mitología romana), y también a Deméter (diosa de la agricultura), como símbolo de fecundidad. Existen extensos pasajes en que la abeja se asocia a Afrodita, por ejemplo en la muerte de Adonis. También se asocia a Anquises.